# 托卡里夫卡 (文尼察州)
49°4′4″N 27°52′3″E / 49.06778°N 27.86750°E
托卡里夫卡（烏克蘭語：Токарівка），是烏克蘭的村落，位於該國西南部文尼察州，由日梅林卡區負責管轄，面積1.53平方公里，海拔高度275米，2001年人口549，人口密度每平方公里358.82人。